# Pál Beöthy

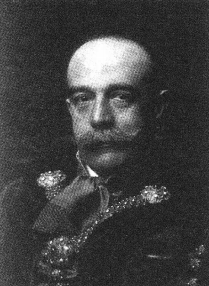
Pál Beöthy (1913)

Pál Beöthy von Bessenyő und Örvend (auch Beőthy; * 20. Juni 1866 in Nagymarjapuszta, Komitat Bihar; † 15. November 1921 in Budapest) war ein ungarischer Politiker, Jurist und Oberleutnant. Er war von 1913 bis 1917 Präsident des Abgeordnetenhauses.

## Leben
Beöthy studierte Jura in Budapest und erlangte den Doktortitel. Anschließend leistete er Wehrdienst als Einjährig-Freiwilliger im k.u.k. Husarenregiment Nr. 13 und wurde anschließend Oberleutnant der Reserve im k.u. Husarenregiment Nr. 2.
1888 trat er als Vizenotar im Komitat Bihar in den Komitatsdienst ein. Im Folgejahr wurde er Stuhlrichter des Bezirks Derecske und war ab 1895 Oberstuhlrichter in Cséffa. 1903 wurde er zum Obergespan des Komitats Bereg ernannt, trat jedoch schon 1905 mit Rücktritt von Ministerpräsident István Tisza von diesem Amt zurück. Bei den Wahlen 1910 wurde er als Mitglied der Nationalen Partei der Arbeit (Nemzeti Munkapárt) zum Reichstagsabgeordneten des Wahlkreises Törökszentmiklós im Komitat Jász-Nagykun-Szolnok gewählt. Als Nachfolger von István Tisza war er von 1913 bis 1917 Präsident des Abgeordnetenhauses.
Er wurde auf dem Friedhof an der Fiumer Straße beigesetzt.